# Шейкин Стивенс
Майкл Бэррэтт (англ. Michael Barratt; род. 4 марта 1948, Кардифф, Уэльс, Великобритания), более известный под сценическим псевдонимом Шейкин Стивенс (англ. Shakin' Stevens) — британский (валлийский) певец, достигший наибольшей популярности в 80-е годы XX века.

## Биография
Шейкин Стивенс был младшим из 11 детей, родившихся в семье Джека и Мэй Барратт. Его отец был ветераном Первой мировой войны. К моменту рождения Майкла он работал в строительной промышленности, прежде был и шахтёром. Старший ребёнок в их семье родился во второй половине 1920-х годов, и к моменту рождения будущего певца часть из них уже были в браке и имели собственных детей. Джек Барратт умер в 1972 году в возрасте 75 лет, а Мэй скончалась в 1984 году в возрасте 79 лет.
17 марта вышел первый за долгое время музыкальный клип на песню All You Need Is Greed.
Музыкант официально сообщил, что это первый сингл с его будущего альбома — «Re-Set», в который войдут 10 песен. Как говорит сам автор — он постарался вложить в эти песни все эмоции и переживания, которые у него случились за все 50 лет карьеры.
С 1967 по 2009 год состоял в браке с Кэрол Данн. У них трое детей: сыновья Джейсон и Дин, а также дочь Пола. Есть внук — актёр Билли Эйс Бэррэтт.

## Карьера
Синглы Стивенса 33 раза попадали в топ-40 британского чарта, 4 из них («This Ole House», «Green Door», «Oh Julie» и «Merry Christmas Everyone») достигли вершины. Последний сингл № 1 — «Merry Christmas Everyone» — держался на вершине UK Singles Chart две недели в декабре 1985 — январе 1986 и впоследствии несколько раз переиздавался в Великобритании.
Сингл «You Drive Me Crazy» в 1981 году достиг в том же чарте 2 места.

## Дискография

### Студийные альбомы
- A Legend (вып. в октябре 1970)
- I’m No J.D. (вып. в июле 1971)
- Rockin' And Shakin' (вып. в марте 1972)
- Shakin' Stevens & Sunsets (вып. в 1973 (Нидерланды) и в 1974 (Великобритания))
- Manhattan Melodrama (вып. в декабре 1975)
- C’mon Memphis (вып. в январе 1977)
- Shakin' Stevens (вып. 7 апреля 1978)
- Take One! (вып. 8 февраля 1980)
- Marie, Marie (вып. 17 октября 1980)
- This Ole House (вып. 27 марта 1981)
- Shaky (вып. 4 сентября 1981)
- Give Me Your Heart Tonight (вып. 1 октября 1982)
- The Bop Won’t Stop (вып. 26 ноября 1983)
- Lipstick, Powder and Paint (вып. 4 ноября 1985)
- Let’s Boogie (вып. 19 октября 1987)
- A Whole Lotta Shaky (вып. 7 ноября 1988)
- There Are Two Kinds Of Music…Rock 'N' Roll (вып. 8 октября 1990)
- Merry Christmas Everyone (вып. 25 ноября 1991)
- Now Listen (вып. 29 мая 2007)
- Echoes of Our Times (вып. 16 сентября 2016)